# Божо Короман
Божо Короман, био је доктор медицине и предсједник ФК Јахорина из Праче.

## Биографија
Рођен је 14. јануара 1949. године од оца Новице у Подграбу (Пале). У своме родном насељу завршио је основну школу, а средњошколско образовање у Сарајеву 1968. године. Вратио се своме родном Подграбу да пружа услуге санитарног техничара.
Као стипендиста Дома здравља Пале, поново одлази за Сарајево, гдје у рекордном времену завршава Медицински факултет. Потом се поново враћа у свој Подграб.
Тада у просторијама Војне поште у Реновици отвара прву амбуланту.
Након три године ломатања по беспућима Подграба, Праче и Реновице, враћа се Дому здравља Пале.
По трећи пут одлази за Сарајево, сада на усавршавање и специјализацију медицине рада. Опет у рекордном времену, стиче диплому специјалисте, 1987. године, и од тада је у Диспанзеру медицине рада Дома здравља Пале гдје ради као љекар медицине рада.
Осим послова везаних за радно мјесто љекара, др Божо је и предсједник Фудбалског клуба Јахорина Прача. На овој је дужности пуних осам година.
Потом је радио и као клупски љекар Кошаркашког клуба Алхос Сарајево, четири године. Наставља послије грађанског рата, сада као љекар Кошаркашког клуба Сарајево, двије године.
Четири године је предсједник Општинског одбора Црвеног крста на Палама, затим предсједник Ловачке секције у Прачи, а његовом заслугом је изграђен лијеп Ловачки дом у Поткорану. Омасовио је ову организацију и њени су резултати запажени.
Познат је и по свом хуманитарном раду.